# Abadové

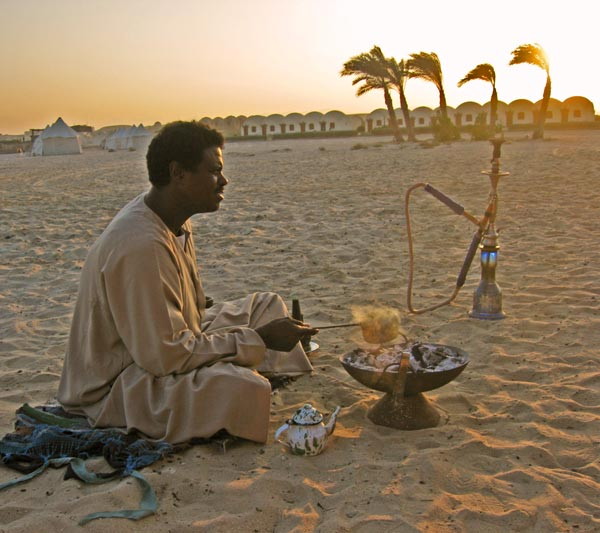
Abadský muž

Abadové (Abábda) jsou etnikum žijící v Egyptě, mezi Nilem a Rudým mořem. Tito nomádi jsou podskupinou Bédžů a stejně jako oni jsou arabizováni a věnují se zemědělství. V 19. století žilo kolem 40 tisíc Abadů, v současnosti jsou však na pokraji vymření. V roce 1989 jich bylo asi 250 000.